# Sambailo Airport
Sambailo Airport är en flygplats i Guinea.   Den ligger i prefekturen Koundara Prefecture och regionen Boke Region, i den nordvästra delen av landet, 300 km norr om huvudstaden Conakry. Sambailo Airport ligger 63 meter över havet.
Terrängen runt Sambailo Airport är lite kuperad. Runt Sambailo Airport är det ganska glesbefolkat, med 22 invånare per kvadratkilometer. Närmaste större samhälle är Sambailo, 1,5 km väster om Sambailo Airport. Omgivningarna runt Sambailo Airport är huvudsakligen savann.